# Gare de Surzur
La gare de Surzur est une gare ferroviaire française, fermée, des lignes, d'intérêt local à voie métrique, de la Roche-Bernard à Locminé et de Surzur à Port-Navalo. Elle est située au bourg de la commune de Surzur dans le département du Morbihan en région Bretagne.

## Situation ferroviaire
Établie à 27 mètres d'altitude, la gare de Surzur était située sur la ligne de la Roche-Bernard à Locminé, entre les gares de Ambon et de Theix.
Gare de bifurcation, elle était également l'origine de la ligne de Surzur à Port-Navalo, avant la gare de Saint-Armel.

## Histoire
La décision définitive de l'installation d'une station à Surzur est prise par le Conseil général du Morbihan lors de sa séance du 24 avril 1900 ou il adopte les rapports sur le projet d'ensemble d'un chemin de fer d'intérêt local section de la Roche-Bernard à Vannes de la ligne de la Roche-Bernard à Locminé et également le rapports sur le nombre et l'emplacement des stations de cette section.
La gare de Surzur est mise en service le 15 mars 1903 par la Compagnie des chemins de fer du Morbihan (CM), lorsqu'elle ouvre à l'exploitation la section de Vannes à La Roche-Bernard de sa ligne de la Roche-Bernard à Locminé.

## Patrimoine ferroviaire
En 2009, l'ancien bâtiment de la gare de Surzur est toujours présent derrière la salle des fêtes, inclus dans l'espace des services techniques de la commune. Le bâtiment n'est pas utilisé mais il dispose d'une toiture récemment rénovée.

La gare en 2009
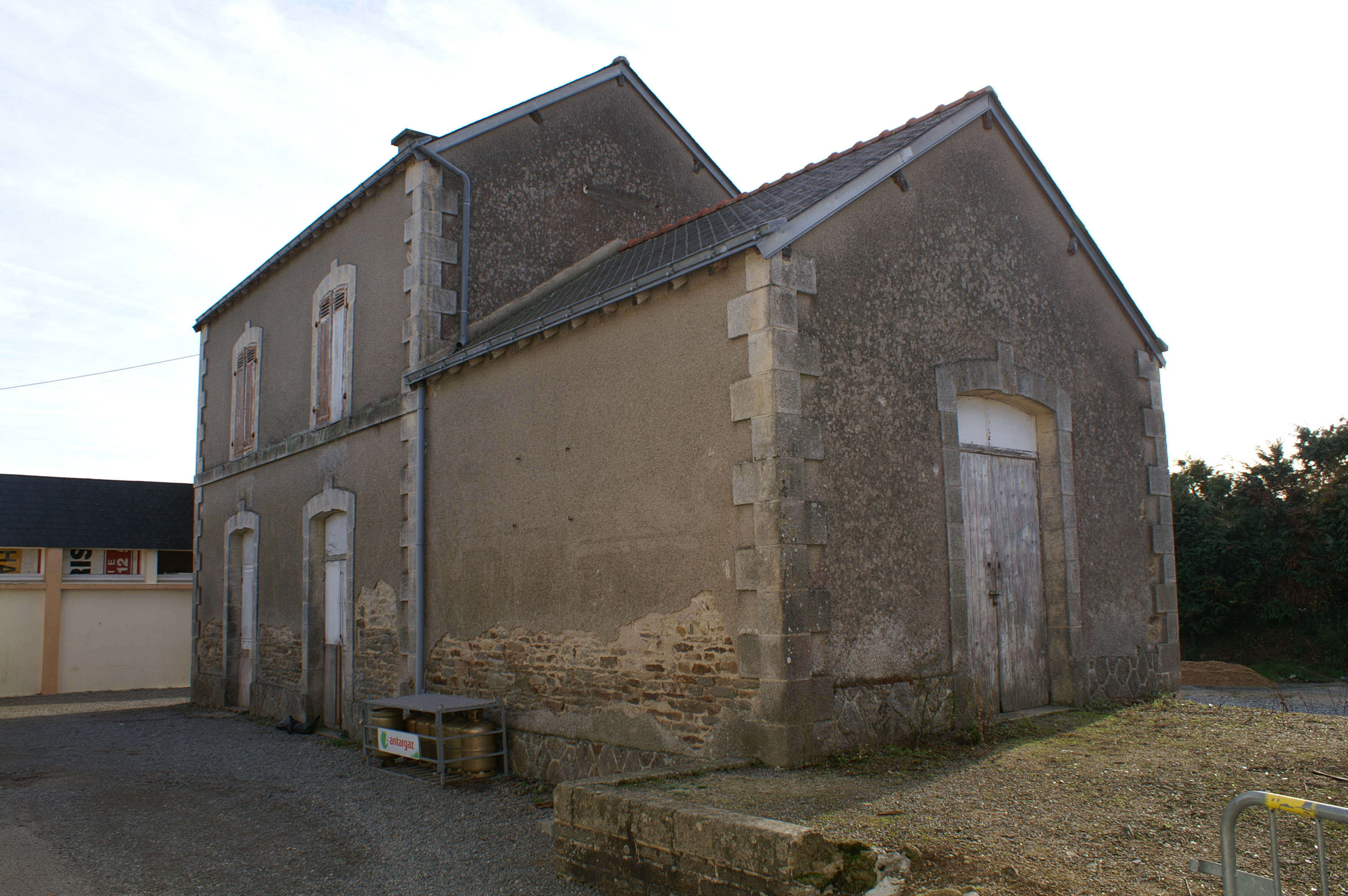
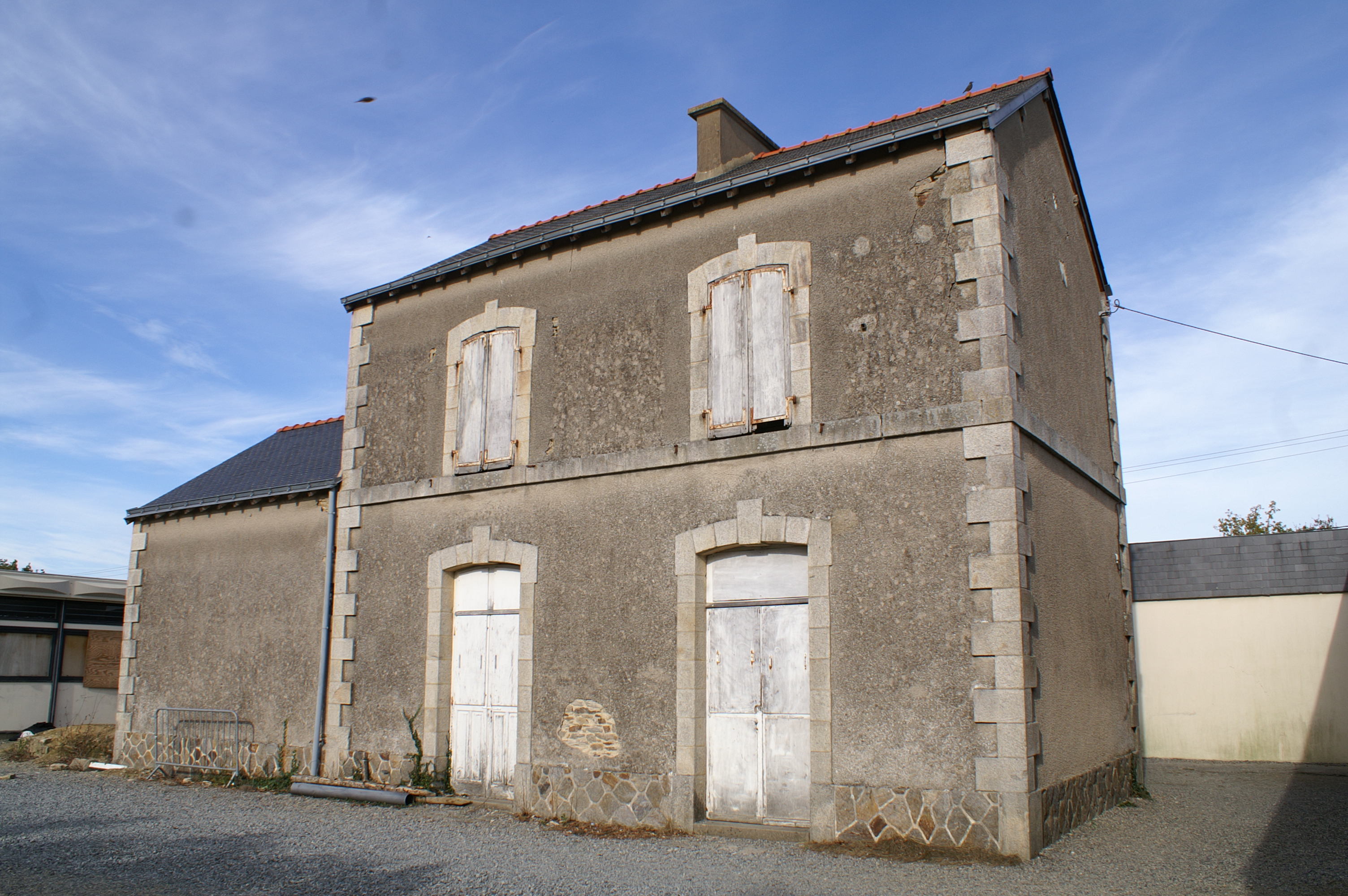
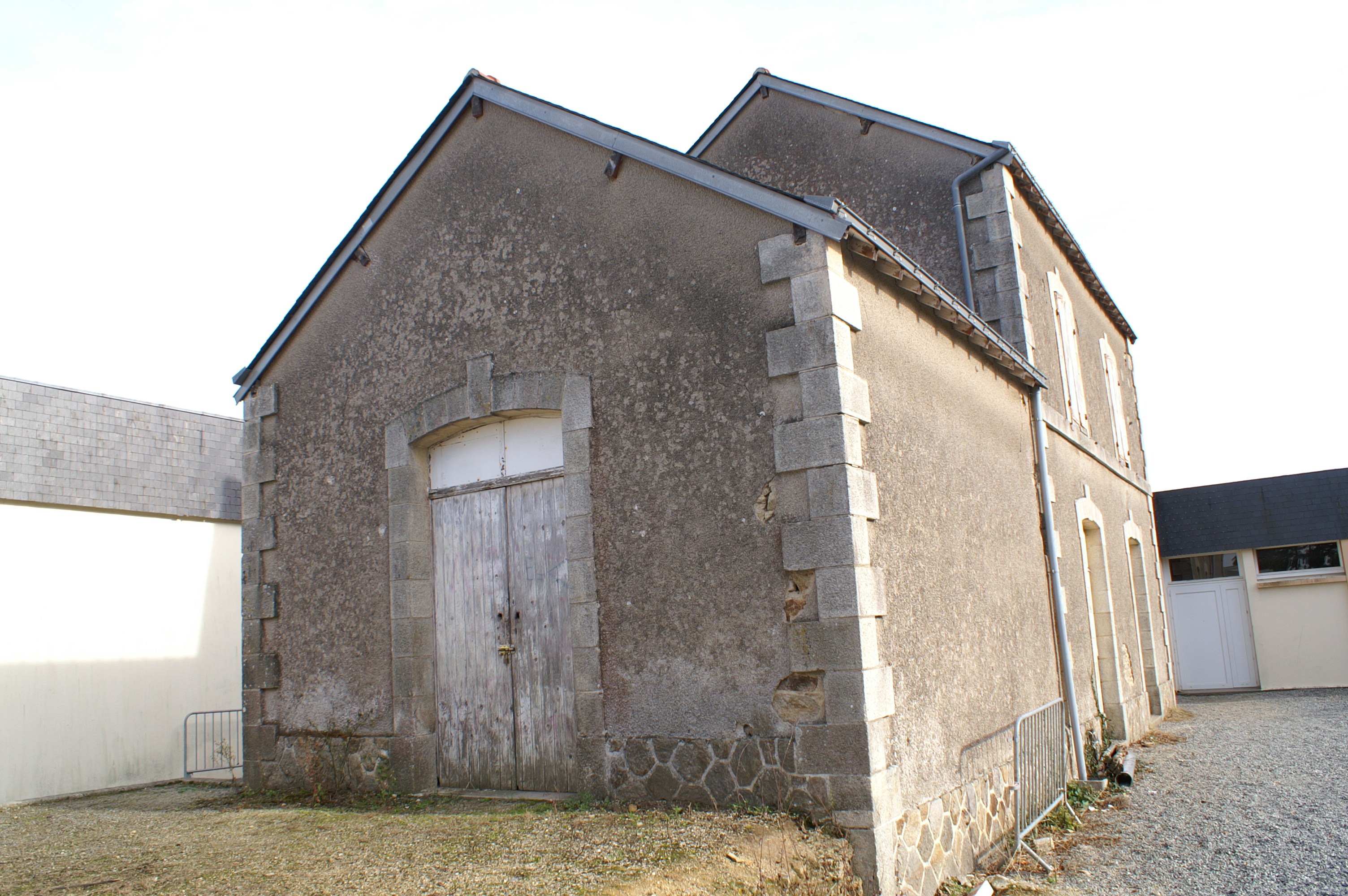

Dans la deuxième moitié des années 2010, la municipalité s'intéresse à la vieille gare et encourage la création de l'« association des amis de l'ancienne gare » pour la rénover, la valoriser et obtenir le soutien de la Fondation du patrimoine. L'objectif est de conserver la mémoire d'un bâti ferroviaire qui a le plus souvent disparu et lui redonner une utilité en en faisant un lieu « à usage des associations pour lieu de rencontre, d'expositions temporaires, de pratiques musicales, photographiques, artistiques,... ».
Le 14 janvier 2019 le conseil municipal de Surzur revient sur le projet de rénovation de l'ancienne gare qui avait été approuvé, en 2018, pour un montant total de 241 000 euros. Depuis, la mise en place d'un partenariat avec la fondation du patrimoine, des travaux complémentaires ont été préconisés par l'architecte des bâtiments de France ce qui nécessite une nouvelle approbation pour un budget total de 288 500 euros, la proposition est majoritairement approuvée.
L'ancienne gare rénovée et réaffectée est inaugurée le 28 juin 2019.